# Noughts & Crosses
Noughts & Crosses este o serie de romane pentru tineri adulți ale scriitoarei britanice Malorie Blackman, incluzând trei nuvele, care au loc într-o distopie fictivă. Seria este o ficțiune speculativă care descrie o istorie alternativă în care nativii africani au colonizat poporul european, și nu invers, africanii făcându-i pe europeni să fie sclavii lor. Seria are loc într-un Regat Unit alternativ din secolul 21.
În timpul când are loc seria, sclavia a fost abrogată de ceva timp, dar segregarea, asemănătoare cu Legile Jim Crow (Jim Crow laws), continuă să funcționeze pentru ca așa-zișii Crosses - Crucile (oameni cu pielea întunecată) să aibă sub control Zerourile - Noughts (oameni cu piele mai deschisă la culoare). Există o organizație internațională, Comunitatea Economică Pangeiană. Se pare că este similară cu Națiunile Unite ca scop, dar similară cu puterea Uniunii Europene, jucând un rol în forțarea schimbării prin directive și boicoturi.
Seria este scrisă din două perspective diferite - Callum și Sephy (Persefone) - și experiențele lor din lumile lor, dar foarte diferite.  

## Lista cărților
Romane
- Noughts & Crosses
- Knife Edge
- Checkmate
- Double Cross
- Crossfire

Nuvele
- Callum
- An Eye For an Eye
- Nought Forever

## Adaptări
În august 2016, BBC a anunțat că va realiza un serial TV bazat pe acestor cărți. Primul episod a avut premiera la BBC la 5 martie 2020.

## Legături externe
- Noughts & Crosses Arhivat în 12 decembrie 2017, la Wayback Machine. at Malorie Blackman's official website
- Knife Edge Arhivat în 28 octombrie 2017, la Wayback Machine. at Malorie Blackman's official website
- Checkmate Arhivat în 11 decembrie 2017, la Wayback Machine. at Malorie Blackman's official website
- Double Cross Arhivat în 28 octombrie 2017, la Wayback Machine. at Malorie Blackman's official website
- Malorie Blackman's plot description of Noughts & Crosses at meettheauthor.com